# Fünfzehn
Die Fünfzehn (15) ist die natürliche Zahl zwischen Vierzehn und Sechzehn. Sie ist ungerade.

## Mathematisches
Die Fünfzehn ist eine Størmer-Zahl und eine Bellsche Zahl (Folge A000110 in OEIS).

## Sprache
Im Italienischen und Französischen wird ein Zeitpunkt nach zwei Wochen nicht wie im Deutschen als in vierzehn Tagen, sondern fra quindici giorni / dans quinze jours (also ‚in 15 Tagen‘) ausgedrückt.
Im Spanischen ist die Zahl 15 (quince) die letzte nicht zusammengesetzte Zahl, die erste echte zusammengesetzte Zahl ist 16 (dieciséis, oder seltener diez y seis). Auch das Portugiesische verwendet erst ab 16 zusammengesetzte Zahlen.
Die Quindecimviri sacris faciundis (wörtl. ‚Fünfzehnmänner zur Durchführung von Opfern‘) waren eines der vier höchsten römischen Priesterkollegien.
Die Quinceañera, das Fest zum fünfzehnten Geburtstag eines Mädchens, hat in der katholischen Tradition Mittelamerikas eine besondere Bedeutung als Übergang ins heiratsfähige Alter, d. h. zum Erwachsenwerden. 